# Maria Dudzikowa
Maria Teresa Dudzikowa (ur. 23 kwietnia 1938 w Ożeninie, zm. 30 października 2018) – polska pedagog, profesor nauk humanistycznych, nauczyciel akademicki Uniwersytetu im. Adama Mickiewicza w Poznaniu. Specjalizowała się w zakresie socjopedagogiki szkoły, teorii wychowania i samowychowania.

## Życiorys
W latach 70. i 80. współpracowała z Heliodorem Muszyńskim nad eksperymentem w zakresie wprowadzenia jednolitego systemu wychowawczego szkoły. Doktorat oraz habilitację uzyskała w Uniwersytecie im. Adama Mickiewicza w Poznaniu. Od 1989 roku była kierownikiem Zakładu Pedagogiki Szkolnej tej uczelni. Od 1988 roku pełniła stanowisko redaktora naczelnego „Rocznika Pedagogicznego” PAN, a następnie członka rady redakcyjnej. Od 1993 roku była zastępcą przewodniczącego Komitetu Nauk Pedagogicznych Polskiej Akademii Nauk. W 1994 roku uzyskała tytuł profesora nauk humanistycznych. Była Kierownikiem Letnich Szkół Młodych Pedagogów PAN, promotorem prac doktorskich, recenzentem prac doktorskich i habilitacyjnych oraz kierownikiem prac badawczo-naukowych.
Została pochowana na cmentarzu Miłostowo w Poznaniu. 

## Zainteresowania naukowe
Zainteresowania naukowe Marii Dudzikowej koncentrowały się wokół problematyki socjopedagogicznego i psychopedagogicznego funkcjonowania szkoły w Polsce na tle oczekiwań społecznych i skutków jej działalności, metodologii badań pedagogicznych oraz procesów i działalności jednostki oraz jej uwarunkowaniami osobowościowymi i socjalizacyjnymi. Ponadto zajmowała się zagadnieniami szkoły jako podmiotu zmian i miejsca rozwoju ucznia, życia codziennego w szkole oraz autokreacji, wychowania i enkulturacji. Autorka około dwustu prac z dziedziny pedagogiki.

## Główne prace
- Wychowanie w toku procesu lekcyjnego, 1979
- O trudnej sztuce tworzenia samego siebie, 1985
- Wychowanie przez aktywne uczestnictwo, 1987
- Praca młodzieży nad sobą, 1993
- Osobliwości śmiechu uczniowskiego, 1996
- Nauczyciel-uczeń. Między przemocą a dialogiem. Obszary napięć i typy interakcji, 1996
- Mit o szkole jako miejscu „wszechstronnego rozwoju” ucznia. Eseje etnopedagogiczne, 2002
- Pomyśl siebie... Minieseje dla wychowawcy klasy, 2007
- Wychowanie: pojęcia, procesy, konteksty: interdyscyplinarne ujęcie, t. 1–5, 2007–2010 (redakcja naukowa)
- Doświadczenia szkolne pierwszego rocznika reformy edukacji, 2010 (współautorka)
- Kapitał społeczny w szkołach różnego szczebla, 2011 (współautorka)
- Sprawcy i/lub ofiary działań pozornych w edukacji szkolnej, 2013 (współautorka)[2][7][8]